# 진아의 편지
"진아의 편지"는 한국에서 제작된 김응천 감독의 1974년 영화이다. 이숙영 등이 주연으로 출연하였고 김진관 등이 제작에 참여하였다.

## 출연

### 주연
- 이숙영
- 신영일
- 최은희

## 기타
- 원작자: 구혜영